# Эдлард, Боб
Роберт Эдвард (Боб) Эдлард (англ. Robert Edward (Bob) Adlard; 15 ноября 1915, Уинчкомб, Глостершир — 22 октября 2008, Уинчкомб, Юго-Западная Англия) — английский и британский хоккеист на траве, нападающий. Серебряный призёр летних Олимпийских игр 1948 года.

## Биография
Боб Эдлард родился 15 ноября 1915 года в британском городе Уинчкомб.
Учился в колледже Мальборо. 
Играл в хоккей на траве за «Олд Мальбурианс», затем за Челтнем, Глостершир и сборную западных графств.
В 1938 году в Кардиффе дебютировал в сборной Англии в матче против сборной Уэльса (5:0), в а следующем матче против Шотландии сделал хет-трик. В 1939 году из-за травмы запястья досрочно завершил сезон.
Участвовал во Второй мировой войне. Служил на Ближнем Востоке лейтенантом Йоменского гусарского полка Королевского бронетанкового корпуса. В 1941 году попал в плен.
После войны вернулся в хоккей на траве.
В 1948 году, несмотря на травму, вошёл в состав сборной Великобритании по хоккею на траве на летних Олимпийских играх в Лондоне и завоевал серебряную медаль. Играл на позиции нападающего, провёл 5 матчей, забил 5 мячей (по два мяча в ворота сборных США и Пакистана, один — Афганистана).
Руководил бумажной фабрикой, которую возглавляли четыре поколения представителей его семьи. 
Был капитаном и почётным секретарём крикетного клуба «Уинчкомб».
Умер 22 октября 2008 года в Уинчкомбе.